# カリフォルニアイモリ
カリフォルニアイモリ（Taricha torosa）は、イモリ科カリフォルニアイモリ属に分類される有尾類。

## 分布
- T. t. torosa

アメリカ合衆国（カリフォルニア州沿岸部）固有亜種
- T. t. sierrae　シェライモリ

アメリカ合衆国（カリフォルニア州シエラネバダ山脈）固有亜種

## 形態
全長12-20cm。体色は背面は黒から淡褐色で、腹面は黄色やオレンジ色。眼は大型。

### 毒
体内にテトロドトキシンを持ち、腹部の色彩は警戒色になると考えられている。毒は卵や幼生も持つ。

## 分類
- Taricha torosa torosa　(Rathke, 1833)　カリフォルニアイモリ　Coastal range newt
- Taricha torosa sierrae　(Twitty, 1942)　シェライモリ　Sierra newt

## 生態
森林や湿原などに生息する。陸棲。
食性は動物食で、昆虫や節足動物、甲殻類、陸棲の貝類、小型両生類やその卵などを食べる。
繁殖形態は卵生。12-翌5月に水中の水草や木の枝などに、1回に5-30個の卵塊を1-2回に分けて産む。卵は2-6週間で孵化する。生後5-8年で性成熟する。

## 人間との関係
ペットとして飼育されることもあり、日本にも輸入されている。生息地では保護されている。有毒種のためなるべく素手では持たないようにする、触れるとはれてしまうので万が一素手で触ってしまった場合はすぐに手を洗うようにする。